# Sisto Gara della Rovere
Sisto Gara della Rovere (né à Savone, en Ligurie, en 1473, et mort à Rome le 8 mars 1517) est un cardinal italien du XVIe siècle. Sa mère est une sœur de Jules II. Il est un demi-frère du cardinal Galeotto Franciotti della Rovere (1503) et un parent des cardinaux Clemente Grosso della Rovere (1503) et Leonardo Grosso della Rovere (1505).

## Biographie
Sisto Gara delle Rovere  est créé cardinal par le pape  Jules II lors du consistoire du 11 septembre 1507.
Il est nommé  administrateur apostolique de Lucques de 1507 à 1517, administrateur de Vicence de 1507 à 1509, grand pénitentiaire, vice-chancelier de la Sainte-Église en 1507, administrateur du métropolitain Bénévent de 1508 à 1514, abbé commendataire de Farfa, évêque de Padoue à partir de 1509 et administrateur de Saluces, à partir de 1512.
Le cardinal Gara della Rovere participe au Ve concile du Latran et au conclave de 1513, lors duquel Léon X est élu.